# Oxalis nahuelhuapiensis
Oxalis nahuelhuapiensis är en harsyreväxtart som beskrevs av Carlos Luis Spegazzini. Oxalis nahuelhuapiensis ingår i släktet oxalisar, och familjen harsyreväxter. Inga underarter finns listade i Catalogue of Life.